# Alara hyalina
Alara hyalina är en insektsart som först beskrevs av Melichar 1915.  Alara hyalina ingår i släktet Alara och familjen Derbidae. Inga underarter finns listade i Catalogue of Life.